# Raspberry Pi
Raspberry Pi или RPI е серия от едноплаткови компютри с размери на кредитна карта, разработена в Обединеното кралство от специално създадена за целта фондация (Raspberry Pi Foundation) с цел популяризиране на обучението по основи на компютърните науки в училищата.
Оригиналният Raspberry PI и Raspberry PI2 са произвеждани в няколко различни конфигурации на платката според лицензните споразумения с фирмите производители. Една от тях, Egoman, произвежда версия за дистрибуция единствено за Тайван. Хардуерът е един и същ при всички производители.
Оригиналният Raspberry PI представлява едночипова система на фирмата Broadcom, включваща централен процесор ARM1176JZF-S 700 MHz, графичен процесор VideoCore IV, и 256 MB RAM памет в началото, като впоследствие е увеличена на 512 MB при моделите B и B+. Системата разполага със слотове Secure Digital (SD) (модели A и B) или MicroSD (модели A+ и B+) за зареждане на операционна система и като хранилище за данни.
През 2014 г. фондацията пуска модела Compute Module, разполагащ с процесор BCM2835 с 512 MB RAM и eMMC чип с флаш памет като модул за употреба във вградени системи.
Фондацията предоставя за изтегляне Linux дистрибуциите Debian и Arch Linux ARM. Предоставени са и инструменти за ползване на основния програмен език за платформата – Python, като освен това се поддържат BBC BASIC (чрез RISC OS или Brandy Basic клонинг за Linux), C, C++, Java, Perl и Ruby.
Към 8 юни 2015 г. продажбите на Raspberry PI са около 6 милиона броя. В края на февруари 2016 той става най-продаваният английски персонален компютър с продажби 8 милиона броя, надминавайки Amstrad PCW, „персонален компютър за текстообработка“.
В началото на февруари 2015 г. официално е представено второ поколение Raspberry PI2. В началото новото устройство се предлага само в една конфигурация (модел B) и ползва SoC Broadcom BCM2836 с четири-ядрен процесор ARM Cortex-A7, двуядрен графичен процесор VideoCore IV и 1 GB RAM памет, като останалите характеристики са сходни с тези на модел B+ от първото поколение. Raspberry PI2 запазва същата цена от $35 като модел B, като $20-вия модел А още е в продажба.

## Хардуер
Хардуерът на Raspberry PI еволюира през няколко версии с различни бързодействие, капацитет на паметта и поддръжка на периферни устройства.
Блоковата диаграма представя моделите A, B, A+, и B+. При моделите A and A+ липсват етернет и USB хъб компонентите. Етернет адаптерът е включен към допълнителен USB порт. При модели A and A+ USB портът е включен директно към SoC чипа. При модел B+ чипът съдържа петточков USB хъб, от който използваеми са 4 порта, докато модел B предоставя само два.

### Процесор
Използваната в първото поколение на Raspberry PI едночипова система е относително еквивалентна на чиповете, ползвани в по-стари модели смартфони (като iPhone / iPhone 3G / iPhone 3GS). Има 16 KiB кеш памет от първо ниво и 128 KiB – от второ, като последната се ползва главно от графичния процесор. SoC чипът се намира под RAM паметта, така че са видими само неговите краища.

#### Производителност на моделите от първо поколение
Въпреки че работи на 700 MHz по подразбиране, първото поколение Raspberry PI има производителност от приблизително 0.041 GFLOPS. На ниво централен процесор производителността е близка до тази на 300 MHz-овия Pentium II от 1997 – 1999 г. Графичният процесор предоставя 1 гигапиксела или 1,5 гигатексела графична производителност или 24 GFLOPS стандартна изчислителна производителност. Графичните възможности на Raspberry PI са на нивото на конзолата Xbox от 2001 г.
За модел B резултатите от LINPACK „single node compute“ теста при работа с реални числа с плаваща запетая с единична прецизност дават като резултат производителност 0.065 GFLOPS а при работа с реални числа с плаваща запетая и двойна прецизност – 0.041 GFLOPS. Клъстер от 64 Raspberry PI модел B, познат още като Iridis-pi, постига в тестовете LINPACK резултат 1.14 GFLOPS (n=10240), консумирайки 216 W и при обща цена US$4000.
Raspberry PI2 е базиран на Broadcom BCM2836 SoC, включваща четириядрен процесор Cortex-A7 на 900 MHz и 1 GB RAM памет. Смята се, че е от 4 до 6 пъти по-бърз от предшественика си. Графичният процесор е идентичен.

#### Овърклокване
Чипът на първото поколение Raspberry PI работи на 700 MHz по подразбиране и няма нужда от специално охлаждане, понеже не се нагрява достатъчно, освен ако не бъде овърклокнат. Този на второто поколение работи на 900 MHz по подразбиране и също не се нагрява достатъчно, за да има нужда от специално охлаждане. Разбира се, овърклокването вероятно би повишило работната им температура над обичайното.
Повечето Raspberry PI чипове позволяват овърклок до 800 MHz, а някои дори до 1000 MHz. Има и твърдения, че второто поколение също може да бъде овърклоквано, като в някои екстремни случаи може да достигне работна честота от 1500 MHz (при пренебрегване на всякакви мерки за безопасност и повишаване на захранващото напрежение над нормалното). В дистрибуцията Raspbian има опция за автоматично овърклокване при стартиране на операционната система, без това да нарушава гаранцията. В тези случаи Raspberry PI автоматично изключва овърклокването, ако работната температура на чипа достигне 85 °C, но въпреки това е възможно тази опция да бъде изключена, което вече нарушава гаранцията. В такива случаи може върху чипа да бъде поставен охладител, за да се избегне повишаване на работната температура над 85 °C.
По-новите версии на фърмуера имат опция за избор между пет овърклок („турбо“) настройки, които след включването си опитват да извлекат повече производителност от чипа, без това да намали живота му. Това се постига с наблюдение на работната температура на чипа, натоварването на централния процесор и динамично регулиране на работната честота и напрежение на ядрото. Когато натоварването на процесора е ниско, или когато температурата му е твърде висока, производителността се ограничава, но ако процесорът е зает с много изчисления и температурата му е приемлива, производителността се увеличава временно до стойности от 1 GHz в зависимост от конкретния модел и коя „турбо“-настройка е избрана. Петте настройки са:
- none; 700 MHz ARM, 250 MHz core, 400 MHz SDRAM, 0 overvolt,
- modest; 800 MHz ARM, 250 MHz core, 400 MHz SDRAM, 0 overvolt,
- medium; 900 MHz ARM, 250 MHz core, 450 MHz SDRAM, 2 overvolt,
- high; 950 MHz ARM, 250 MHz core, 450 MHz SDRAM, 6 overvolt,
- turbo; 1000 MHz ARM, 500 MHz core, 600 MHz SDRAM, 6 overvolt.[27][28]

При най-високата (turbo) настройка честотата на SDRAM в началото е 500 MHz, но впоследствие е сменена на 600 MHz понеже 500 MHz понякога предизвиква повреда в данните на SD картата. Едновременно с това, в режим high честотата на процесорното ядро е понижена от 450 на 250 MHz, а в medium режим – от 333 на 250 MHz.

### RAM
В по-старите бета версии на модел B, за графичния процесор по подразбиране са заделени 128 MB, оставяйки 128 MB за централния процесор. При първата 256 MB финална версия на модел B (и модел A) са били възможни 3 различни разпределения. По подразбиране са оставени 192 MB RAM за централния процесор, което би трябвало да е достатъчно за декодиране на 1080p видео (без други фонови задачи) или по-просто 3D, но не и двете едновременно. Второто разпределение е с 224 MB само за Linux с 1080p framebuffer и висока вероятност да не работи с видео или 3D. Третото разпределение е за тежко 3D с по 128 MB за графичния и централния процесори, като това позволява евентуално и видео декодиране (например XBMC). За сравнение, Nokia 701 ползва 128 MB памет за своя графичен процесор Broadcom VideoCore IV. За новия модел B с 512 MB RAM паметта се разпределя динамично (от 16 до 256 MB с 8 MB стъпка) към графичния процесор.
Raspberry PI2 разполага с 1 GB RAM памет.

### Мрежа
Въпреки че моделите А и А+ не разполагат с 8P8C („RJ45“) етернет порт, те могат да бъдат свързани към мрежата с помощта на външен USB мрежов или Wi-Fi адаптер. Модели B и B+ разполагат с етернет порт посредством вграден USB етернет адаптер.

### Периферия
Raspberry PI поддържа стандартните функции на всякакви компютърни USB мишки и клавиатури.

### Видео
Видеоконтролерът поддържа модерните стандарти за разделителни способности за телевизия като HD и Full HD, както и по-високи и по-ниски разделителни способности на по-старите кинескопни телевизори. Може да генерира и 576i и 480i композитни видеосигнали за PAL-BGHID, PAL-M, PAL-N, NTSC и NTSC-J.

### Часовник за реално време
Raspberry PI не притежава вграден часовник за реално време, което значи, че не може да следи кое време на деня е, докато не работи. За алтернатива може да се ползва програма, която да взема точното време от мрежов сървър с такива функции, или от потребителя при стартиране. Друго решение е да се добави часовник за реално време (например DS1307) с бекъп батерия (най-често през I²C интерфейса).

### Спецификации
|                                         | Raspberry Pi 1 Модел A | Raspberry Pi 1 Модел A+ | Raspberry Pi 1 Модел B | Raspberry Pi 1 Модел B+ | Raspberry Pi 2 Модел B | Compute Module |
| --------------------------------------- | --- | --- | --- | --- | --- | --- |
| Дата на пускане:                        | Февруари 2012 | Ноември 2014 | N/A | Юли 2014 | Февруари 2015 | N/A |
| Препоръчителна цена:                    | US$25 | US$20 | US$35 | US$25 | US$35 | US$30 (в пакети по 100) |
| едночипова система:                     | Broadcom BCM2835 (CPU, GPU, DSP, SDRAM, един USB порт)                                                                                          | Broadcom BCM2835 (CPU, GPU, DSP, SDRAM, един USB порт) | Broadcom BCM2835 (CPU, GPU, DSP, SDRAM, един USB порт) | Broadcom BCM2835 (CPU, GPU, DSP, SDRAM, един USB порт) | Broadcom BCM2836 (CPU, GPU, DSP, SDRAM, един USB порт) | Broadcom BCM2835 (CPU, GPU, DSP, SDRAM, един USB порт)                                                                                  |
| CPU:                                    | 700 MHz single-core ARM1176JZF-S | 700 MHz single-core ARM1176JZF-S | 700 MHz single-core ARM1176JZF-S | 700 MHz single-core ARM1176JZF-S | 900 MHz quad-core ARM Cortex-A7 | 700 MHz single-core ARM1176JZF-S |
| GPU:                                    | Broadcom VideoCore IV @ 250 MHz OpenGL ES 2.0 (24 GFLOPS) MPEG-2 и VC-1 (с лиценз), популярния 1080p H.264/MPEG-4 AVC енкодер / декодер         | Broadcom VideoCore IV @ 250 MHz OpenGL ES 2.0 (24 GFLOPS) MPEG-2 и VC-1 (с лиценз), популярния 1080p H.264/MPEG-4 AVC енкодер / декодер                                     | Broadcom VideoCore IV @ 250 MHz OpenGL ES 2.0 (24 GFLOPS) MPEG-2 и VC-1 (с лиценз), популярния 1080p H.264/MPEG-4 AVC енкодер / декодер | Broadcom VideoCore IV @ 250 MHz OpenGL ES 2.0 (24 GFLOPS) MPEG-2 и VC-1 (с лиценз), популярния 1080p H.264/MPEG-4 AVC енкодер / декодер                                    | Broadcom VideoCore IV @ 250 MHz OpenGL ES 2.0 (24 GFLOPS) MPEG-2 и VC-1 (с лиценз), популярния 1080p H.264/MPEG-4 AVC енкодер / декодер                                    | Broadcom VideoCore IV @ 250 MHz OpenGL ES 2.0 (24 GFLOPS) MPEG-2 и VC-1 (с лиценз), популярния 1080p H.264/MPEG-4 AVC енкодер / декодер |
| Memory (SDRAM):                         | 256 MB (споделена с GPU) | 256 MB (споделена с GPU) | 512 MB (споделена с GGPU) от 15 октомври 2012 | 512 MB (споделена с GGPU) от 15 октомври 2012 | 1 GB (споделена с GPU) | 512 MB (споделена с GPU) |
| USB 2.0 портове:                        | 1 (директно от BCM2835 чипа) | 1 (директно от BCM2835 чипа) | 2 (чрез вградения 3-портов USB хъб) | 4 (чрез вградения 5-портов USB хъб) | 4 (чрез вградения 5-портов USB хъб) | 1 (директно от BCM2835 чипа) |
| Видео вход:                             | 15-пинов MIPI (CSI) connector интерфейс за камера, ползван при Raspberry Pi камера или Raspberry Pi NoIR камера                                 | 15-пинов MIPI (CSI) connector интерфейс за камера, ползван при Raspberry Pi камера или Raspberry Pi NoIR камера                                                             | 15-пинов MIPI (CSI) connector интерфейс за камера, ползван при Raspberry Pi камера или Raspberry Pi NoIR камера | 15-пинов MIPI (CSI) connector интерфейс за камера, ползван при Raspberry Pi камера или Raspberry Pi NoIR камера                                                            | 15-пинов MIPI (CSI) connector интерфейс за камера, ползван при Raspberry Pi камера или Raspberry Pi NoIR камера                                                            | 2× MIPI интерфейс за камера (CSI) |
| Видео изходи:                           | HDMI (rev 1.3 & 1.4), 14 HDMI резолюции от 640×350 до 1920×1200 плюс различни PAL и NTSC стандарти, composite video (PAL and NTSC) през RCA жак | HDMI (rev 1.3 & 1.4), 14 HDMI резолюции от 640×350 до 1920×1200 плюс различни PAL и NTSC стандарти, композитно видео (PAL и NTSC) чрез 3.5 mm TRRS жак през изхода за аудио | HDMI (rev 1.3 & 1.4), 14 HDMI резолюции от 640×350 до 1920×1200 плюс различни PAL и NTSC стандарти, композитно видео (PAL and NTSC) чрез RCA жак | HDMI (rev 1.3 & 1.4), 14 HDMI резолюции от 640×350 до 1920×1200 плюс различни PAL и NTSC стандарти, композитно видео (PAL and NTSC) чрез 3.5 mm TRRS жак през аудио изхода | HDMI (rev 1.3 & 1.4), 14 HDMI резолюции от 640×350 до 1920×1200 плюс различни PAL и NTSC стандарти, композитно видео (PAL and NTSC) чрез 3.5 mm TRRS жак през аудио изхода | HDMI, 2× MIPI интерфейс за дисплеи (DSI), MIPI интерфейс за дисплей (DSI) за чисти LCD панели, композитно видео                         |
| Аудио входове:                          | От платки ревизия 2, I²S | От платки ревизия 2, I²S | От платки ревизия 2, I²S | От платки ревизия 2, I²S | От платки ревизия 2, I²S | От платки ревизия 2, I²S |
| Аудио изходи:                           | Аналогов чрез 3.5 mm телефонен жак; цифров чрез HDMI и, при платки 2-ра ревизия, I²S                                                            | Аналогов чрез 3.5 mm телефонен жак; цифров чрез HDMI и, при платки 2-ра ревизия, I²S                                                                                        | Аналогов чрез 3.5 mm телефонен жак; цифров чрез HDMI и, при платки 2-ра ревизия, I²S | Аналогов чрез 3.5 mm телефонен жак; цифров чрез HDMI и, при платки 2-ра ревизия, I²S                                                                                       | Аналогов чрез 3.5 mm телефонен жак; цифров чрез HDMI и, при платки 2-ра ревизия, I²S                                                                                       | Аналогов, HDMI, I²S |
| Вградени опции за съхраняване на данни: | Слот за SD / MMC / SDIO карти (3.3 V само със захранване на картата)                                                                            | MicroSD слот | Слот за SD / MMC / SDIO карти | MicroSD слот | MicroSD слот | 4 GB eMMC чип флаш памет; възможно е да поддържа SD карти с промяна на конфигурацията                                                   |
| Вградена мрежова комуникация:           | Няма | Няма | 10/100 Mbit/s Етернет (8P8C) USB адаптер на третия/петия порт на USB хъба (SMSC lan9514-jzx) | 10/100 Mbit/s Етернет (8P8C) USB адаптер на третия/петия порт на USB хъба (SMSC lan9514-jzx)                                                                               | 10/100 Mbit/s Етернет (8P8C) USB адаптер на третия/петия порт на USB хъба (SMSC lan9514-jzx)                                                                               | Няма |
| Периферия на ниско ниво:                | 8× GPIO плюс следващите, които също могат да се ползват като GPIO: UART, I²C шина, SPI шина с два chip select-а, I²S аудио +3.3 V, +5 V, земя   | 17× GPIO плюс същите специфични функции, както и HAT ID шина | 8× GPIO плюс следващите, които също могат да се ползват като GPIO: UART, I²C шина, SPI шина с два chip select-а, I²S аудио +3.3 V, +5 V, земя. Допълнителни 4× GPIO може да се добавят на P5 конектора, ако потребителя има желание да запоява връзките | 17× GPIO плюс същите специфични функции, както и HAT ID шина | 17× GPIO плюс същите специфични функции, както и HAT ID шина | 46× GPIO, някои от които могат да бъдат ползвани за специфични функции, включително I²C, SPI, UART, PCM, PWM                            |
| Параметри на захранването:              | 300 mA (1.5 W) | 200 mA (1 W) | 700 mA (3.5 W) | 600 mA (3.0 W) | 800 mA (4.0 W) | както при Модел A+ |
| Източник на захранване:                 | 5 V чрез MicroUSB или GPIO | 5 V чрез MicroUSB или GPIO | 5 V чрез MicroUSB или GPIO | 5 V чрез MicroUSB или GPIO | 5 V чрез MicroUSB или GPIO | 5 V |
| Размери:                                | 85.60 × 56.5 mm без да са включени изпъкналите конектори                                                                                        | 65 × 56.5 mm (също като при HAT платката) и 10 mm височина | 85.60 × 56.5 mm без да са включени изпъкналите конектори | 85.60 × 56.5 mm без да са включени изпъкналите конектори | 85.60 × 56.5 mm без да са включени изпъкналите конектори | 67.6 × 30 mm |
| Тегло:                                  | 45 g | 23 g | 45 g | 45 g | 45 g | 7 g |
|                                         | Модел A | Модел A+ | Модел B | Модел B+ | Поколение 2 Модел B | Compute Module |

### Конектори
- Разположение на конекторите и главните ИС при Raspberry Pi 1 модел A+ ревизия 1.1
- Разположение на конекторите и главните ИС при Raspberry Pi 1 модел B ревизия 2
- Разположение на конекторите и главните ИС при Raspberry Pi 1 модел B+ ревизия 1.2 и Raspberry Pi 2 модел B

### Аксесоари
- Камера – на 14 май 2013 г. фондация Raspberry PI и дистрибуторите RS Components & Premier Farnell/Element 14 представят платка с камера и firmware update, който да позволи използването ѝ.[64] Платката с камера върви в комплект с гъвкав лентов кабел, който се включва в CSI конектора, намиращ се между етернет и HDMI портовете. В Raspbian камерата се настройва да бъде достъпвана от операционната система посредством инсталиране или ъпгрейдване до последната версия на операционната система, след което се стартира Raspi-config и се избира опцията „камера“. Цената на модула е €20 в Европа (актуална към 9 септември 2013).[65] Работи с разделителни способности 1080p, 720p и 640x480p. Размерите на модула са 25 mm x 20 mm x 9 mm.[65]
- Гертборд – одобрено от фондация Raspberry PI устройство, създадено с образователна цел, което надгражда GPIO пиновете и предоставя интерфейс за контрол на LED (светодиоди), превключватели, аналогови сигнали, сензори и други устройства. Комплектът включва и опция за контролер съвместим с Arduino, позволяващ комуникация между него и Raspberry PI.[66]
- Инфрачервена камера – през октомври 2013 г. фондацията обявява, че ще стартира производството на модул с камера без инфрачервен филтър, наречен Pi NoIR.[67]
- HAT (Хардуер за прикачване отгоре) разширителни платки – Интерфейсът за HAT платки е разработен от фондацията заедно с модел B+, черпили вдъхновение от Arduino shield платките. Всяка HAT платка има малък чип EEPROM памет с детайлите за платката, така че операционната система да бъде информирана за HAT платката, както и нейните технически данни във връзка с употребата ѝ.[68]

## История
Първите разработки на Raspberry Pi от 2006 г. са използвали микроконтролер Atmel ATmega644, чиито схемите на печатните платки са публично достъпни. Попечителят на фондацията Eben Upton събира група от учители, учени и компютърни ентусиасти, за да разработят евтин компютър специално за деца. Модел А, B, и В+ са свързани с оригиналния модел на британския образователен компютър BBC Micro, разработен от Acorn Computers. Първият ARM прототип е монтиран в кутия с размер колкото USB флаш. Тя има USB порт от единия край и HDMI порт от другия.
Първият модел А е пуснат в продажба през 2012 г. Целта на фондацията е била да предложи две версии, на цена от $25 и $35. Те започнали да приемат поръчки за по-скъпия модел В на 29 февруари 2012, а за по-евтиния модел А на 4 февруари 2013. и дори за още по-евтин модел ($20) А+ на 10 ноември 2014.

## Софтуер
Raspberry Pi използва предимно Linux-базирани операционни системи.
ARM11 чипът, сърцето на Pi (моделите от първото поколение), е базиран на версия 6 на ARM. В сегашните релийзи на няколко от най-известните версии Linux, включително и Ubuntu, няма да тръгнат на ARM11. На оригиналния Raspberry Pi не е възможно да се пусне Windows операционна система, въпреки че на новия Raspberry Pi 2 може да работи Windows 10 IoT Core. Raspberry Pi 2 към 2015 поддържа Ubuntu Snappy Core, Raspbian, OpenELEC и RISC OS.
Инсталационният мениджър на Raspberry Pi е NOOBS. Операционните системи, включени в NOOBS, са:
- Arch Linux ARM
- OpenELEC[79]
- Pidora (Fedora Remix)
- Puppy Linux[80]
- Raspbmc[81] и XBMC опен сорс digital media center[82]
- RISC OS е операционната система на първите ARM-базирани компютри.
- Raspbian (препоръчителна за Raspberry Pi 1) – поддържана отделно от Фондацията[83] и базирана на Debian за ARM hard-float (armhf) архитектурен порт оригинално разработен за ARMv7 и следващи модели процесори (с Jazelle RCT/ThumbEE, VFPv3, и NEON SIMD разширения), компилиран за ARMv6 на Raspberry Pi 1. Необходима е минимум 4 GB SD карта за Raspbian изображения. Има и Pi Store за програми.[84][85]
  - Raspbian Server Edition е опростена версия с по-малко софтуер пакети в сравнение с десктоп компютрите с Raspbian.[86][87]
  - Wayland display server protocol сървър протокол за ефективна употреба на GPU при хардуерно ускорени функции за изчертаване.[88]
  - PiBang Linux е разновидност на Raspbian.[89]
  - Raspbian for Robots – е разновидност на Raspbian за проекти с роботи с LEGO, Grove, и Arduino.

Други операционни системи
- Xbian[90] – ИзползваKodi (XBMC преди) отворен сорс digital media center
- openSUSE[91]
- Raspberry Pi Fedora Remix[92]
- Slackware ARM – Версия 13.37 а и по-късни версии работят на Raspberry Pi без модификации.[93][94][95][96] 128 – 496 MB свободна памет на Raspberry Pi е поне два пъти повече от минималната 64 MB нужна за стартиране на Slackware Linux на ARM или i386 система.[97](Където повечето системи на Linux използват графичен потребителски интерфейс, а Slackware по-подразбиране textual shell / command line interface.[98]) The Fluxbox прозореца работи под X Window System но се нуждае от 48 MB RAM повече.[99]
- FreeBSD[100] и NetBSD[101][102] са генералните операционни системи.
- Plan 9 from Bell Labs[103][104] и Inferno[105] (in beta)
- Moebius[106] – Е лека ARM HF базирана на Debian. Използва Raspbian хранилище, но се събира на 128 MB SD карта. Има минимални услуги и използването на памет е оптимизирано.[107] It has just minimal services and its memory usage is optimized to keep a small footprint.
- OpenWrt – предимно е използвана на вградени устройства за трафик на данни.
- Kali Linux – предимно е използвана на вградени устройства за трафик на данни.
- Pardus ARM[108] – е Debian-базирана операционна система която е най-леката версия наPardus (operating system).
- Instant WebKiosk – е операционна система за дигитално означаване (уеб и медия изгледи).
- Ark OS –е направена за уебсайтове и пощи.
- Minepion – е направена за уебсайтове и пощиcryptocurrency.
- Kano OS[109]
- Nard SDK[110] за вградени индустриални системи.
- Sailfish OS с Raspberry Pi 2 (заради употребата на ARM Cortex-A7 CPU; Raspberry Pi 1 използва различна ARMv6 архитектура и Sailfish изисква ARMv7.)[111]
- Tiny Core Linux – минимална Linux операционна система фокусирана в използването BusyBox и FLTK. Направена да работи предимно вRAM.
- „Windows 10 IoT Core“ – Microsoft предлага безплатен Windows 10, познат още като Windows 10 IoT Core, които работи на Raspberry Pi 2.[112]
- IPFire – е посветен firewall/router за защита на SOHO LAN; работи само на Raspberry Pi 1; съвместимост с Raspberry Pi 2 не е планирано за сега.[113]
- xv6[114] – модерно превъплъщение на Sixth Edition Unix OS с предназначение за обучение. xv6 може да бъде стартиран от NOOBS.

Планирани операционни системи
- Haiku – Това е отворен сорс BeOS клонинг е предназначен за Raspberry Pi и няколко други ARM платки.[115]

### Приложения на трети страни
- AstroPrint – От август 2014, AstroPrint's Wireless 3D Printing може да бъде стартиран на Pi 2.[116]
- Mathematica – От 21 ноември 2013, Raspbian включва безплатно пълна инсталация на този софтуер. Версията от 24 август 2015, е Mathematica 10.2.[117][118][119]
- Minecraft – версия от 11 февруари 2013, която позволява на играчите да въвеждат модификации с програмен код.[120]
- UserGate Web Filter – На 20 септември 2013, компания Entensys обяви UserGate Web – филтър за уеб за Raspberry Pi.[121]
- Julia – От май 2015, програмен език Julia се компилира и стартира на Pi 2.

### Глобална карта на Raspberry Pi
Райан Уолмсли е английски ученик, който през 2012 прави сайт, който регистрира и следи всяка Raspberry Pi по света. Сайтът става много популярен веднага след пускането му. Сайтът се поддържа от Google Maps и Digital Ocean и е безплатен, но изисква регистрация и има ограничение от една регистрация за един имейл ИД. Той използва IP базирано проследяване, което е доста точно до локално ниво.

## Прием и употреба
Технологичния писател Glyn Moody описва проекта през май 2011 като „potential BBC Micro 2.0“, не като заместител на PC compatible машини, а като тяхно допълнение. През март 2012 Stephen Pritchard повтори наследника на сентимента BBC Micro в ITPRO. Alex Hope, съавтор на Next Gen репорта, се надява компютрите да увличат децата във вълнението на програмирането. Съавтора Ian Livingstone предположи че BBC може да бъде обвързана със създаването на поддръжка за устройство, наречено BBC Nano. Chris Williams, пишещ в The Register вижда включването на езици за програмиране като Kids Ruby, Scratch и BASIC като „Добро начало“ за научаване на децата на уменията които ще са им нужни в бъдеще – въпреки че предстои да се види колко ефективна ще бъде тяхната употреба. Центърът за компютърна история (The Centre for Computing History) силно подкрепя проекта Raspberry Pi, с мотива, че тя може да „възвести нова ера“. Преди пускането на устройството на пазара на събитие в Кеймбридж се подчертава, че идеята на Google може да подобри науката, технологиите и образованието.
Обратно, Hary Fairhead посочва, че трябва повече да се наблегне на подобряването на образователния софтуер, инсталиран на съществуващ хардуер, чрез инструменти като Google App Inventor за да се върне програмирането в училищата. Simon Rockman, автор в блога ZDNet, е на мнение, че тийнейджърите ще имат „по-добри неща за вършене“, въпреки това, което се е случило през 1980 г.
През октомври 2012 г., Raspberry Pi спечели награда на T3 за иновация на годината и футуристът Mark Pesce го определи като вдъхновение за своя проект на своето устройство MooresCloud. През октомври 2012 г. Британското компютърно общество реагира на обявяването на подобрените характеристики, като посочва, че „определено е нещо, което ще искате да имате“.

### Проблеми
През февруари 2015 г. е установено, че импулсният стабилизатор U16 на Raspberry Pi 2 модел B версия 1.1 (първоначално пуснатата версия), е уязвим към проблясъци от светлина, особено към ксенонови светкавици от фотоапарати, както и към зелени и червени лазерни показалки, които причиняват рестартиране. Въпреки това, други ярки светлини, но непрекъснати, нямат отрицателен ефект. Симптомът е Raspberry Pi 2 и предизвиква спонтанно рестартиране или изключване, когато тези светлини са пуснати при чипа.
Първоначално някои потребители и коментатори подозират, че електромагнитният импулс от светкавицата нарушава работата на електронните вериги, но това е опровергано с тестове, при които светлината е блокирана или насочена към другата страна на Raspberry Pi 2, и при тях няма проблем. Проблемът се свързва единствено с U16 чипа, когато е осветен с импулсна светлина. Тестове с лазерна показалка установяват, че решението е непрозрачно покривало за защита на U16 чипа. Той е изработен от силиций без пластмасово покритие и подобно на всички полупроводници е чувствителен към светлина (фотоволтаичен ефект). Неофициалните решения са покриване на U16 с непрозрачен материал (като изолирбанд, лак, плака монтажно съединение, или дори хляб) или с поставяне на Raspberry Pi 2 в кутия. Проблемът става известен едва с пускането на Raspberry Pi 2, защото макар търговските електронни устройства периодически да се подлагат на тестове за чувствителност към радиосмущения, не е стандартна или обичайна практика да се тестват спрямо светлина.

### Общност
Raspberry Pi общността се окачествява като една от най-вълнуващите части на проекта. Според блогъра Russell Davis силата на тази общност позволява на фондацията да се концентрира върху документирането и преподаването. Общност от доброволци разработва платформа The MagPi, която през 2015 г. предава на фондацията. Благодарение на това в цяла Великобритания и по света се организират серия от събития Raspberry Jam.

### В системата на образованието
Към януари 2012 г. в Обединеното кралство са получени запитвания за Raspberry Pi 2 от държавни и частни училища, с около пет пъти по-голям интерес от страна на последните. Главният изпълнителен директор на Premier Farnell заяви, че страна в Близкия изток е изразила интерес за предоставяне на борда на всяка ученичка, с цел повишаване на нейните перспективи за реализация.
През 2014 г. фондация Raspberry Pi наема редица свои членове на общността, включително бивши учители и разработчици на софтуер да стартират набор от безплатни ресурси за обучение за техния уебсайт. Средствата са свободно лицензирани под Creative Commons, и сътрудничеството се насърчава на платформата за кодиране GitHub.
Фондацията също започва курс за обучение на учители, наречена Picademy с цел да помогне на учителите да се подготвят за преподаване на новата изчислителна учебната програма с помощта на Raspberry Pi в класната стая. Продължаване хода на професионалното им развитие се предоставя безплатно за учители и се ръководи от Образователния отдел на Фондацията.